# Isatis floribunda
Isatis floribunda är en korsblommig växtart som beskrevs av Pierre Edmond Boissier och Joseph Friedrich Nicolaus Bornmüller. Isatis floribunda ingår i släktet vejdar, och familjen korsblommiga växter. Inga underarter finns listade i Catalogue of Life.